# Giovanni Lanfranco (siatkarz)
Giovanni Battista Lanfranco (ur. 9 maja 1956 w Turynie) – włoski siatkarz, medalista igrzysk olimpijskich i mistrzostw świata.

## Życiorys
Lanfranco zadebiutował w reprezentacji Włoch 8 kwietnia 1974 w wygranym meczu z Finlandią stając się najmłodszym debiutantem w zespole Azzurri mając 17 lat i 11 miesięcy. Wystąpił na igrzyskach olimpijskich 1976 odbywających się w Montrealu, podczas których zagrał we wszystkich spotkaniach. Włosi, którzy przegrali wszystkie mecze zajęli 8. miejsce w swoim pierwszym siatkarskim turnieju olimpijskim. Wywalczył srebro podczas mistrzostw świata 1978 rozgrywanych w jego ojczyźnie. Zdobył złoty medal na igrzyskach śródziemnomorskich 1983 w Casablance. Podczas igrzysk 1980 w Moskwie wystąpił we wszystkich meczach turnieju, w tym wygranym spotkaniu o 9. miejsce Libią. Reprezentował Włochy na igrzyskach olimpijskich 1984 w Los Angeles. Zagrał we wszystkich meczach fazy grupowej, półfinale i zwycięskim pojedynku o brąz z Kanadą. W reprezentacji rozegrał 245 lub 246 meczów.
W wieku 15 lat (w 1971) został zawodnikiem pierwszego składu Pallavolo Torino. Występował w nim do 1980 podczas gdy ten rywalizował pod nazwami Cus i Klippan oraz ponownie w sezonie 1987/1988, gdy klub nazywał się Bistefani Torino. Grał także w Santal Parma w latach 1980–1986. Czterokrotnie zdobywał mistrzostwo Włoch między 1979 i 1983. Tryumfował w pucharze Włoch w 1982 i 1983 oraz zwyciężał w Pucharze Europy Mistrzów Klubowych w 1980, 1984 i 1985.
Po zakończeniu kariery sportowej był przedsiębiorcą w dziedzinie sprzętu i odzieży sportowej.